# Pryconsa (Parla)
El Pryconsa es un barrio de la localidad madrileña de Parla situado en el distrito Sureste de la ciudad.

## Urbanismo

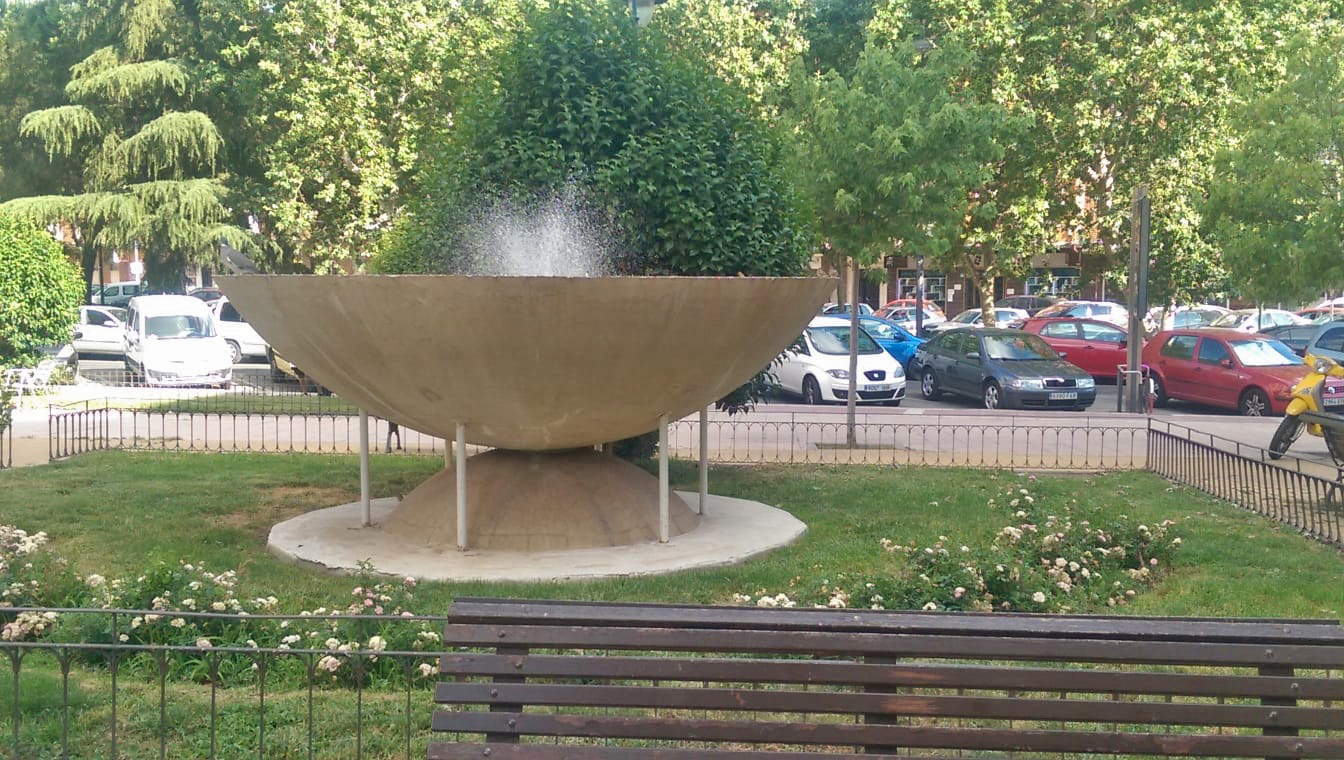
Plaza lino Goas, en la zona de la libertad de Pryconsa (Parla).

El Barrio de Pryconsa es denominado con este nombre por la empresa Pryconsa que fue la encargada de su construcción. El barrio fue construido en dos fases, la primera fase se le denomina como "Pryconsa - Zona Reyes" mientras que la segunda fase, siendo la zona más nueva del barrio fue bautizada como "Pryconsa 2 - la libertad" y así diferenciar ambas zonas del mismo barrio. El barrio de Pryconsa limita entre Parla Centro y el barrio de la ciudad de las Américas.

### Callejero
El nombre de las calles del barrio de Pryconsa, está formado generalmente por nombres de la monarquía de la historia española, principalmente por antiguos reyes y reinas.  Siendo las siguientes:
| - Nombres de la monarquía - AV. Juan Carlos I ( anteriormente Av. Príncipe de España) - C/ Reyes Católicos - C/ Jaime I el conquistador - C/ Fernando III el Santo - C/ Alfonso X el Sabio - C/ Alfonso XII - C/ Alfonso XIII - C/ Isabel II - C/ Carlos V - C/ Reina Victoria - C/ María Cristina - C/ Felipe II - C/ Juan de Austria |  | - Otros nombres - C/ Cristóbal Colón (Esta calle no pertenece al barrio de las Américas) - C/ Juan Bravo - C/ Independencia - C/ Gobernador |

### Parques urbanos
Cuenta con zonas ajardinadas, algún que otro pequeño parque y plazas. Destacando entre ellas la plaza de la libertad y la plaza de Enrique Tierno Galván entre otras.

### Cultura
Antiguamente contaba con un cine, denominado cine Sur, que actualmente el edificio donde se ubicaba se ha convertido en un supermercado. 
Cuenta con la biblioteca gloria fuentes. 
Todos los años desde 1987 se celebra en la plaza Lino Goas un campeonato simultáneo de ajedrez.

### Sanidad
- Ambulatorio Isabel II.